# بخش گاسپر (شهرستان پربیل، اوهایو)
بخش گاسپر (به انگلیسی: Gasper Township) یک منطقهٔ مسکونی در ایالات متحده آمریکا است که در شهرستان پربل، اوهایو واقع شده‌است.
 بخش گاسپر ۶۰٫۶ کیلومتر مربع مساحت و ۳٬۲۲۹ نفر جمعیت دارد و ۳۲۹ متر بالاتر از سطح دریا واقع شده‌است.